# Campanule barbue
Campanula barbata
Espèce
Classification phylogénétique
La Campanule barbue (Campanula barbata) est une espèce de plantes à fleurs du genre Campanula et de la famille des Campanulaceae.
Le nom générique, Campanula, proviendrait du latin campana signifiant petite cloche (allusion à la forme de la corolle).

## Description
C'est une plante herbacée vivace en forme de clochette de 5-40 cm à rosette. Floraison : mai à août ; pollinisée par les insectes ou autogame.

### Identification rapide
Toute la plante est velue
- Rosette de feuilles basales, la tige est pratiquement sans feuilles
- 5 sépales intervertis par 5 appendices recourbés
- Corolle bleue en cloche à 5 lobes peu profonds, contenant 3 stigmates

### Confusion possible
Il est possible de confondre la Campanule barbue et la Campanule carillon (Campanula medium). En effet, toutes deux sont couvertes de poils et ont 5 sépales intervertis par 5 appendices recourbés mais Campanula medium est moins trapue, elle a des feuilles caulinaires nombreuses et sa corolle contient 5 stigmates. Enfin, elle accepte un sol basique et préfère les stations chaudes alors que Campanula barbata est totalement acidiphile et montre une préférence pour la haute montagne.

### Identification poussée
Plante couverte de poils raides
- Tige souterraine et racine principale épaisses, noirâtres
- Hampe florale très peu ramifiée, ronde et presque dépourvue de feuilles
- Feuilles réunies en rosette basale, présentant des poils rudes sur les 2 faces, de forme oblongue-lancéolée
- Grandes fleurs bleues, penchées d'un même côté par 2 à 7

Pédoncule floral pouvant porter une à deux bractées
Calice muni de 5 sépales et 5 appendices recourbés
Corolle en cloche terminée par 5 lobes triangulaires
Pistil comprenant 3 stigmates
- Fruit (capsule) à 3 loges.

## Photographies

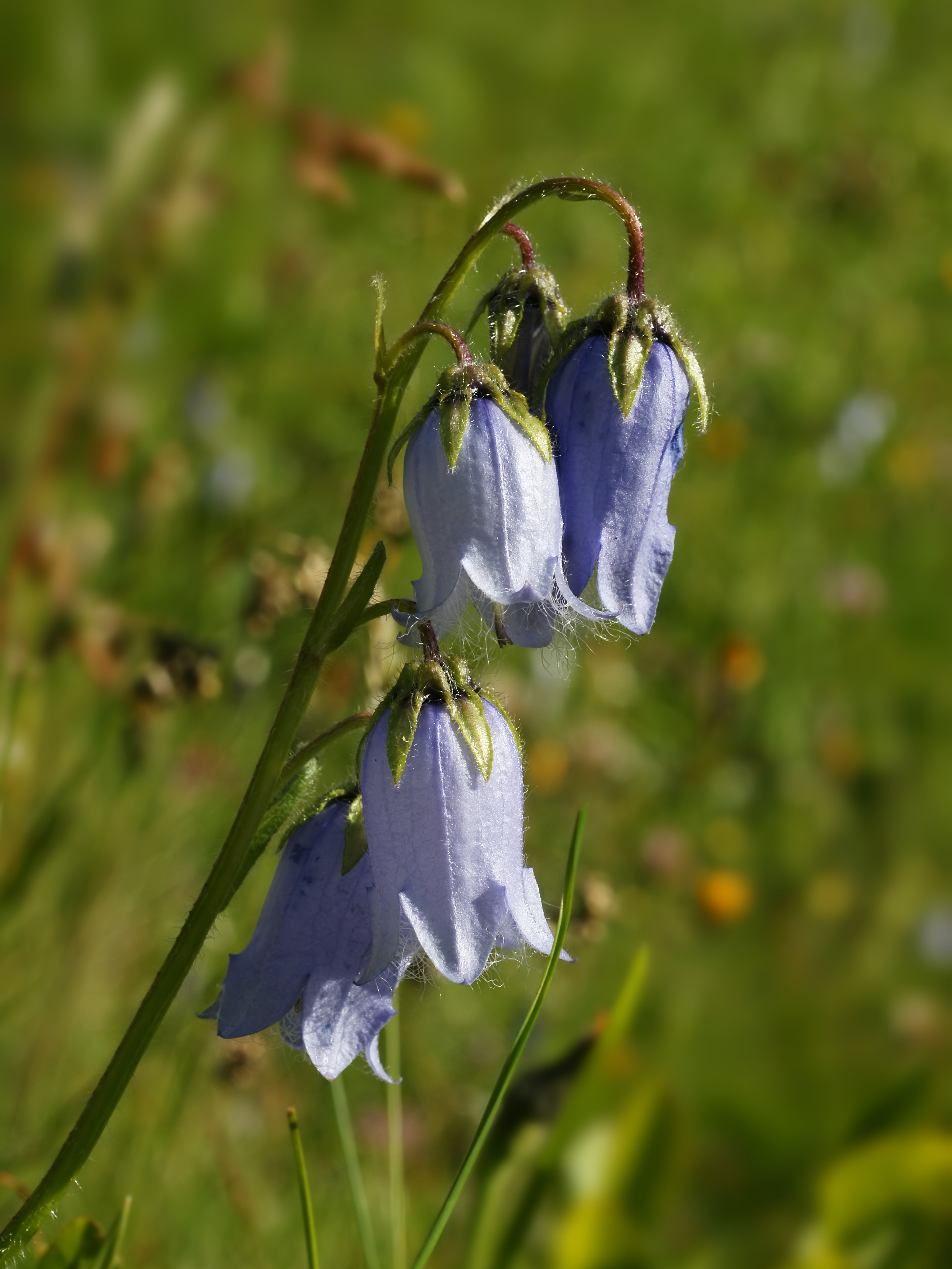
Campanule barbue, en Suisse.
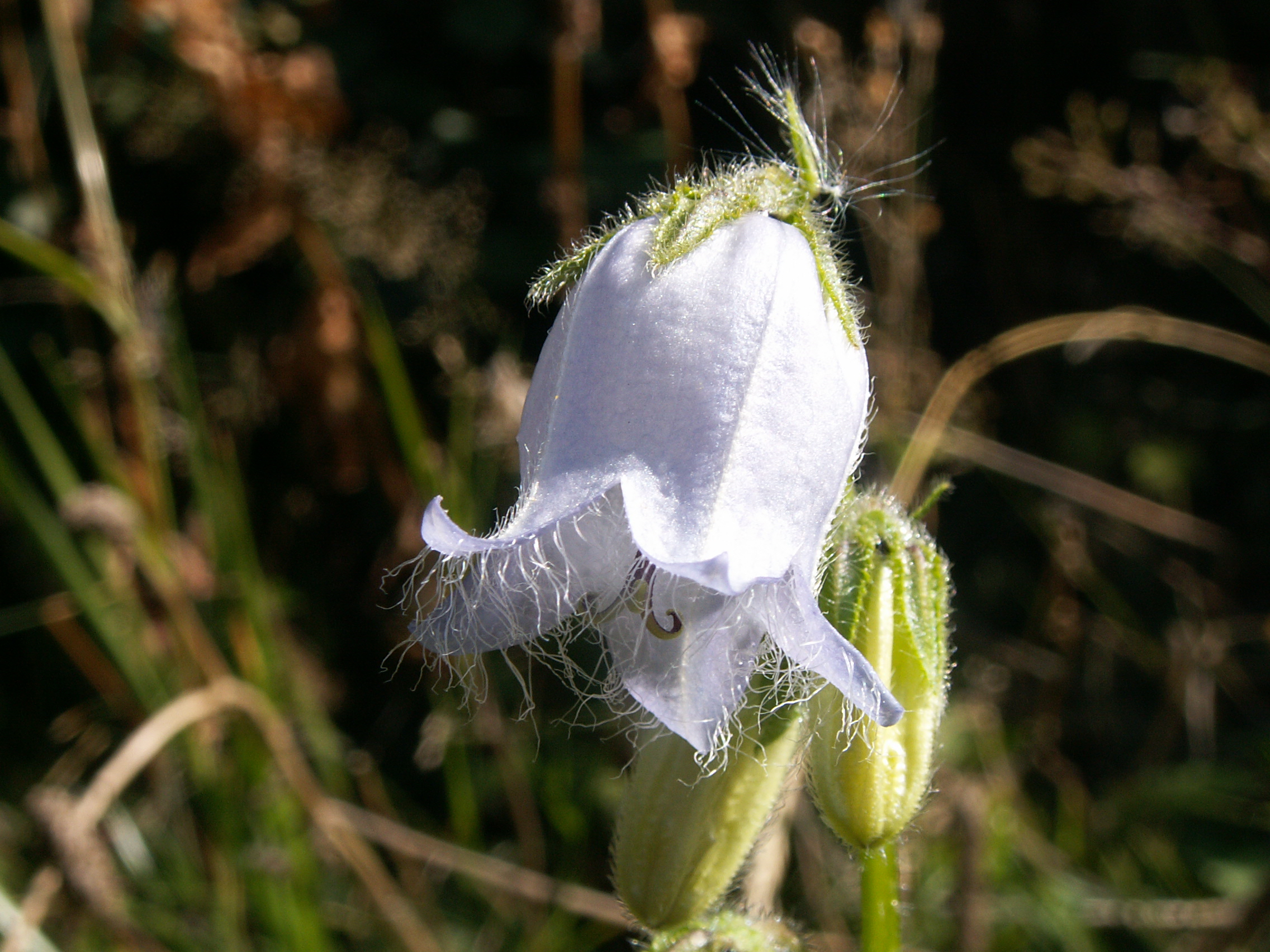
Campanule barbue, corolle en cloche.
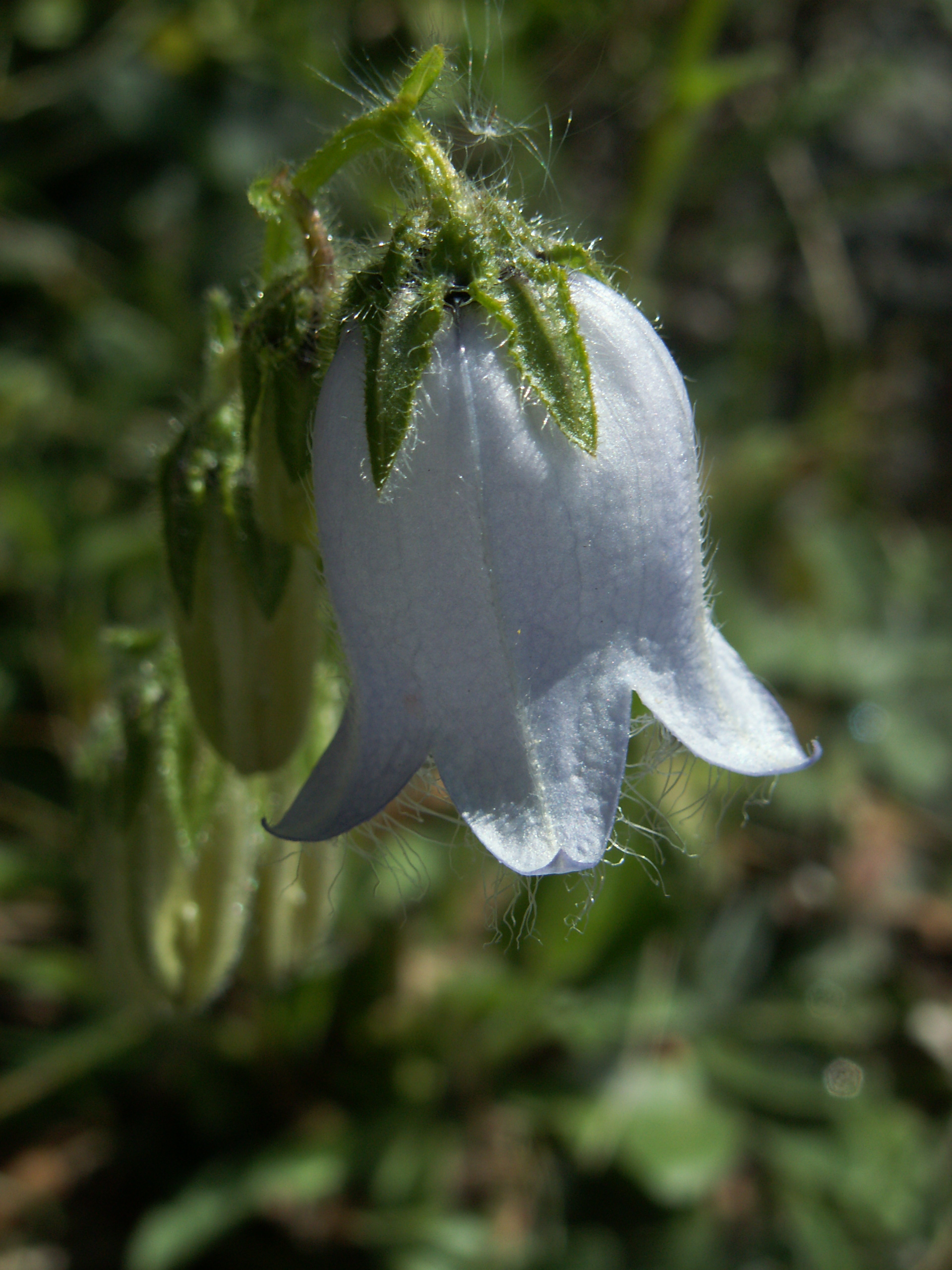
Campanule barbue, calice (sépales et divisions réfléchies).
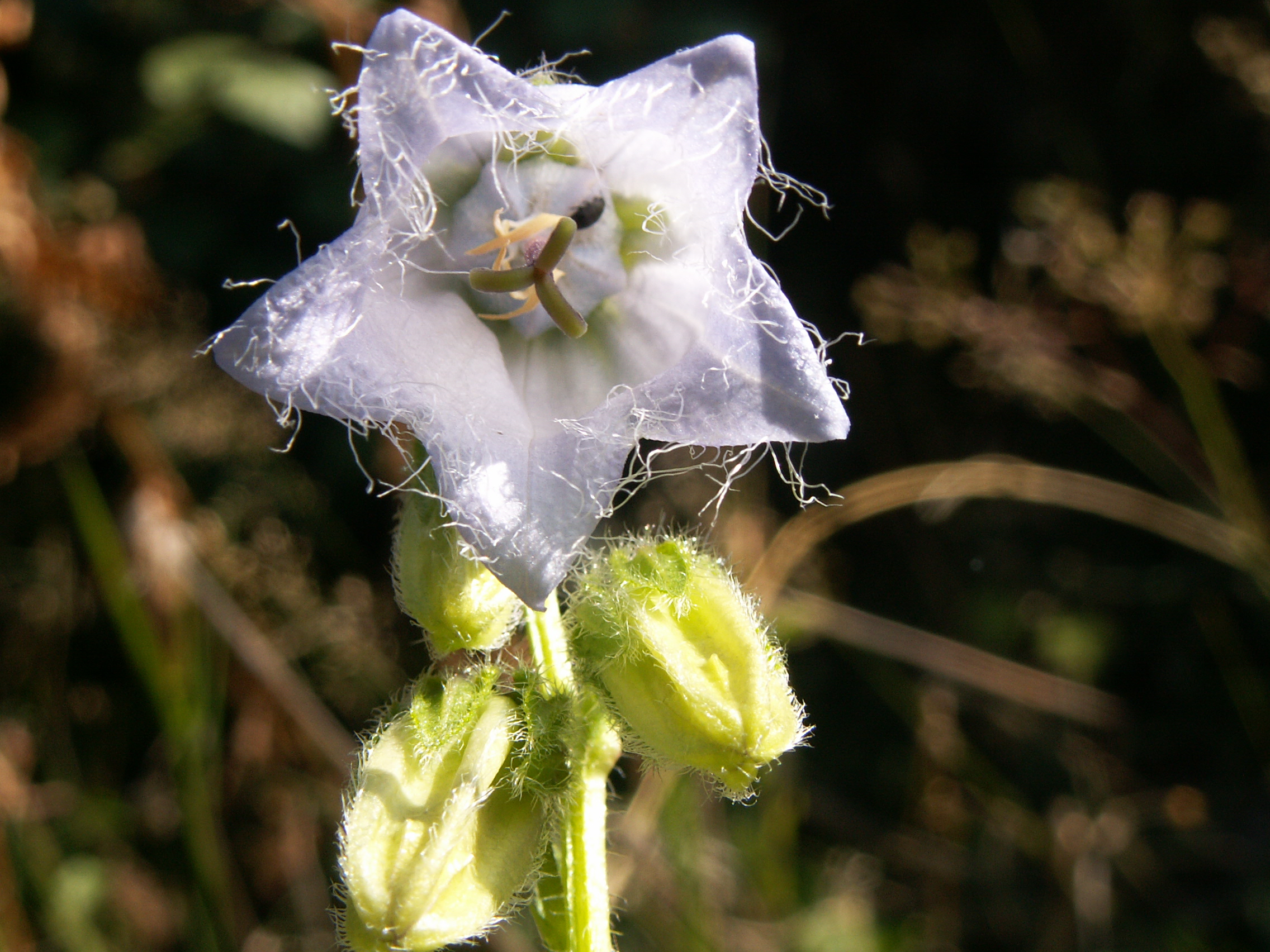
Campanule barbue, pistil à 3 stigmates.

## Aire de répartition et écologie
La plante est trouvée en Europe de la Norvège, en passant par la France et l'Italie, jusqu'en Europe centrale.

### Distribution française
Campanula barbata est assez commune dans les Alpes (Savoie, Dauphiné, Alpes maritimes). Elle est présente de l'étage montagnard à l'étage alpin (de 800 à 2 800 m) mais a son optimum à l'étage subalpin.

### Écologie
La campanule barbue est héliophile ou de demi-ombre. Elle préfère les sols moyennement pourvus en bases et pauvres en éléments nutritifs. C'est une acidiphile totale. Elle est moyennement exigeante en termes d'humidité du sol.

### Culture
Zones de rusticité : 4-8
Exposition : soleil 
Sol : drainé, frais, tout sol
Multiplication : facile, rapide, à la chaleur 18-25 °C : germe en 2-4 semaines
Usages : auge, espace libre, fissure, muret, jardin alpin, rocaille, pétales comestibles, attire les papillons

### Biotope
Campanula barbata se développe dans les prairies pâturées acidiphiles (alpages), les landes sommitales à genévrier nain (Juniperus communis subsp. nana), les rocailles et les forêts acidiphiles (mélézin, cembraies, pessières)

## Usages
Plante mellifère ; utilisée comme plante ornementale.

### Stabiliser des moraines instables
Dans le cadre du projet européen Phusicos, la campanule barbue se révèle la plus apte à végétaliser les pentes raides et instables des moraines laissées par le retrait du glacier Gepatschferner en Autriche.